# 趙宗隱
趙宗隱（11世纪？—1090年12月24日），北宋宗室。宋太宗曾孙，赵元份之孙，赵允让第十五子，宋英宗的弟弟。
熙宁四年（1071年），宋神宗下詔賜濮王子通州防禦使趙宗隱芳林園宅一區，計口計屋。後趙宗博、趙宗瑗、趙宗藎也是如此。元丰六年（1083年），趙宗隱以保平軍留后升任為昭化軍節度使、安康郡王。元祐五年十二月初一辛卯朔（1090年12月24日），保信軍節度使、開府儀同三司、安康郡王趙宗隱去世。宋哲宗輟視朝三日，車駕臨奠，成服苑中。贈太師，追封潤王，諡僖惠。

## 诸子
- 赵仲癸，莘王，谥孝僖
- 赵仲霜，河东郡王，谥孝良
- 赵仲丽，福国公，谥纯僖
- 赵仲𥜃，洋国公，谥孝修
- 赵仲青，建州观察使
- 赵仲馹，赠左屯卫大将军
- 赵仲㰮，南阳侯
- 赵仲䙼，右监门卫大将军